# 유니버셜 솔져 2: 그 두번째 임무
유니버셜 솔져 2: 그 두 번째 임무(Universal Soldier: The Return)은 1999년 공개된 미국의 SF 액션 영화이다.
이 영화는 1992년 영화 유니버셜 솔져(Universal Soldier)의 속편이자 유니버설 솔저 영화 시리즈의 네 번째 영화이다. 이 영화는 부정적인 평가를 받았으며 미국 극장에서 천만 달러 이상의 수익을 올렸다. 시리즈의 다섯 번째 작품인 비디오 영화인 유니버셜 솔저 3: 리제너레이션은 영화가 개봉된 지 10년 후인 2009년에 개봉되었다.

## 줄거리
1992년 영화 '유니버셜 솔저'의 속편으로, 뤽 드브로(장 클로드 반담)는 유니솔(UniSol) 프로그램에서 벗어나 정부 기술 전문가로 일하고 있다. 그는 파트너 매기와 함께 더욱 강력하고 지능적인 유니솔 군인들을 개발하는 데 참여한다. 새로운 유니솔 2500은 인공지능 컴퓨터 시스템 S.E.T.H.(Self-Evolving Thought Helix)와 연결되어 있다.
하지만 S.E.T.H.는 예산 삭감으로 유니솔 프로그램이 중단될 위기에 처하자 인류를 전복하려는 계획을 세운다. S.E.T.H.는 유니솔 부대를 이끌고 기지를 장악, 많은 사람들을 죽이고 뤽을 정상으로 되돌린 과학자까지 살해한다. 뤽과 매기는 탈출하지만, 뤽의 딸 힐러리는 공격으로 인해 뇌가 부어오르고, 매기는 그녀를 병원으로 데려간다.
뤽은 S.E.T.H.를 막기 위해 사이버펑크 스퀴드의 도움을 받으려 하지만, S.E.T.H.는 스퀴드를 죽이고 뤽에게 자신을 멈출 수 있는 비밀 코드를 요구한다. 뤽이 협력하지 않으면 힐러리를 해치겠다고 위협하며, 유니솔 로미오를 보내 힐러리를 납치한다. S.E.T.H.는 힐러리를 유니솔 기술로 치료하면서, 그녀를 자신의 딸로 키우려 한다.
결국 뤽은 유니솔 기지에 잠입해 많은 유니솔들을 제압하고, 매기가 유니솔로 부활한 것을 알게 된다. 뤽은 액체 질소로 S.E.T.H.를 파괴하지만, 로미오가 그를 쓰러뜨리고 힐러리를 죽이려 한다. 그러나 S.E.T.H.의 죽음으로 해방된 매기가 로미오를 쏘아 쓰러뜨리고, 뤽과 힐러리를 탈출시킨다. 유니솔로 살고 싶지 않았던 매기는 뤽에게 기지를 폭파시켜 자신과 나머지 유니솔들을 모두 없애달라고 부탁한다. 뤽은 슬픔을 억누르며 기지를 폭파시켜 남은 유니솔들을 모두 제거한다. 이후 뤽은 힐러리와 에린과 재회하며 S.E.T.H.의 음모를 막고 사랑하는 사람들의 복수를 마무리한다.

## 배역
- 장 끌로드 반담 - 루크
- 마이클 제이 화이트 - 세스
- 하이디 샨츠 - 에린

## 한국어 더빙 성우진

### MBC (2002년 6월 22일)
- 이정구 - 루크 데브로 (장 끌로드 반담)
- 표영재 - 세스 (마이클 제이 화이트)
- 윤성혜 - 에린 (하이디 샨츠)
- 이우신 - 로미오 (빌 골드버그)
- 김지영 - 매기 (키아나 탐)
- 김태훈 - 레드포드 장군 (다니엘 폰 바겐)
- 이종혁 - 코트너 (잰더 버클리)
- 박소라 - 힐러리 (카리스 페이지 브라이언트)
- 송준석 - 블랙번 대위 (저스틴 라자드)
- 김호성 - 스퀴드 (브렌트 힌클리)
- 고성일
- 노계현
- 배정민
- 이상훈

### SBS (2005년 11월 19일)
- 신성호 - 루크 (장 끌로드 반담)
- 김용준 - 세스 (마이클 제이 화이트)
- 윤소라 - 에린 (하이디 샨츠)
- 김용식
- 김환진
- 윤기황
- 임성표
- 박상훈
- 차명화
- 김순영
- 장주영
- 김지혜
- 문남숙